# Исаев, Иван Васильевич
Исаев Иван Васильевич (1893, хутор Карельский, Костровская волость, Рыльский уезд, Курская губерния, Российская империя — 30 сентября 1937 года, Харьков, УССР) — советский профсоюзный и партийный деятель. Расстрелян в 1937 году, реабилитирован посмертно.

## Биография
Родился на хуторе Карельский в крестьянской семье. В 1909 году окончил сельскую школу в деревне Волынка Рыльского уезда Курской губернии.
С 1910 года на Донбассе. Прошел путь от лампоноса до забойщика на различных шахтах Юзовки. В марте 1917 года выбран уполномоченным, а в ноябре того же года — членом райсовета рудника Прохоровка Юзовки Екатеринославской губернии.
С 1918 по 1920 годы И. В. Исаев — красноармеец 3-го Луганского полка РККА, а в течение 1920 года — член чрезвычайной комиссии по борьбе с контрреволюцией, работал под руководством И. И. Шварца.
В 1920 году вступил в ряды РКП(б).
- 10.1920 — 09.1922 − председатель рудничного комитета профсоюзов, рудник Прохоровка, Юзовка, Донбасс;
- 09.1922 — 05.1924 − председатель рудничного комитета профсоюзов рудник Щегловка, Юзовка, Донбасс;
- 05.1924 — 03.1926 − заведующий тарифным отделом окружного совета профсоюзов г. Сталино, Донбасс;
- 03. 1926 — 10.1929 − председатель окружного совета профсоюзов, г. Луганск, Донбасс;
- 10.1929 — 06.1932 − заведующий тарифным отделом Украинского совета профсоюзов, г. Харьков, УССР;
- 06.1932 — 02.1933 − председатель областного совета профсоюзов, г. Сталино, Донецкая область.
- 02.1933 — 03.1936 − секретарь горкома КП(б)У, г. Кадиевка, Донецкая область.

Во время пребывания Исаева И. В. в этой должности на шахте «Ирмино-Центральная» забойщик Стаханов, Алексей Григорьевич установил рекорд по добыче угля, положивший начало «стахановскому движению» в Советском Союзе.
Делегат XVII съезда ВКП (б) с правом решающего голоса.
- С марта 1936 по август 1937 года — первый секретарь горкома КП(б)У Макеевки.

11 августа 1937 года был арестован органами НКВД по обвинению в участии в троцкистской контрреволюционной организации наряду с другими руководящими работниками Донецкой области: первым секретарем Донецкого обкома С. А. Саркисовым, директором Макеевского металлургического завода Г. В. Гвахария и др.
Внесен в «Сталинский расстрельный список» от 26 сентября 1937 г. по 1-й категории («за» Сталин, Молотов). Выездной сессией выездной комиссии Верховного Суда СССР в Харькове приговорен по ст. ст. 54-7 («вредительство»), 54-8 («террор»), 54-11 («участие в антисоветской троцкистской организации») УК УССР к высшей мере наказания. Расстрелян 30 сентября 1937 г. в Харькове.
17 ноября 1956 года решением Военной коллегии Верховного Суда СССР полностью реабилитирован (посмертно).

## Семья
Жена: Исаева (Логвинова) Прасковья Николаевна (08.11.1901, д. Еленовка, Бахмутский уезд, Екатеринославская губерния, Российская империя — 14.09.1984 г., г. Шебекино, Белгородская область, РСФСР), осуждена 11.09.1937 г. на 8 лет лишения свободы с конфискацией имущества как член семьи изменника Родины и сослана в Магадан. Реабилитирована в 1957 году.
Дети:
- Иванцова (Исаева) Вера Ивановна (1922—2013), работник культуры, сотрудник Центральной Государственной театральной библиотеки (с 2009 года — РГБИ);

- Исаева Тамара Ивановна (1927 г.р.)

Внук: Иванцов Сергей Николаевич (1953 г.р.), российский предприниматель, меценат.